# San Bernardo Mixtepec (kommun)
San Bernardo Mixtepec är en kommun i Mexiko.   Den ligger i delstaten Oaxaca, i den sydöstra delen av landet, 400 km sydost om huvudstaden Mexico City.
Följande samhällen finns i San Bernardo Mixtepec:
- San Bernardo Mixtepec
- Barrio del Carmen